# John Moberly
Sir John Campbell Moberly (ur. 27 maja 1925, zm. 14 września 2004) – polityk brytyjski.
W latach 1959–1962 sprawował funkcję oficera politycznego rządu brytyjskiego (rezydenta) w Katarze. W latach 70. był ambasadorem Jordanii, a na początku lat 80. ambasadorem w Iraku.